# سیلوستر نتیبانتونگانیا
سیلوستر نتیبانتونگانیا (انگلیسی: Sylvestre Ntibantunganya؛ زادهٔ ۸ مهٔ ۱۹۵۶) یک سیاست‌مدار اهل بوروندی است.